# MOS - duurzame scholen, straffe scholen
MOS – duurzame scholen, straffe scholen  – is een samenwerking tussen het Departement Omgeving van de Vlaamse overheid, de Vlaamse provincies en de Vlaamse Gemeenschapscommissie. MOS is een programma dat erop gericht is leerkrachten en directies te helpen die van hun school een milieuvriendelijke en duurzame leer- en leefomgeving willen maken.

## Doelpubliek
Het doelpubliek van MOS bestaat uit leerkrachten en directies van scholen uit het kleuter-, lager en secundair onderwijs in Vlaanderen en Brussel (Nederlandstalig onderwijs). Scholen die zich registreren als MOS-school profileren zich als scholen die een duurzame leer- en leefomgeving creëren.
MOS is een netoverschrijdend programma. Dit wil zeggen dat de scholen van alle onderwijsnetten beroep kunnen doen op ondersteuning door MOS.

## Geschiedenis
De aanzet van MOS werd gegeven in 1993 toen de Vrije Universiteit Brussel een onderzoeksopdracht kreeg om een milieuzorgsysteem voor de Vlaamse secundaire scholen uit te werken. 
In 1997 introduceerde de Vlaamse overheid het milieuzorgproject Groene School in het secundair onderwijs. 
In 2001 startte het project MOS (toen nog de afkorting van Milieuzorg Op School) voor het basisonderwijs. In 2002 smolten MOS en Groene School samen. De naam Groene school verdween. De erkenning als MOS-school verliep in 3 stappen: scholen konden 1 tot 3 MOS-logo’s behalen, afhankelijk van de criteria waaraan ze voldeden. De 4de stap was die van de internationale erkenning als Eco-School, met de Green Flag van de Foundation for Environmental Education (FEE) als symbool.
Het educatief milieuzorgproject MOS is van bij de start een samenwerking tussen 7 partners. Er werden overeenkomsten afgesloten tussen de Vlaamse overheid, de 5 Vlaamse provincies en de Vlaamse Gemeenschapscommissie (Brussel) voor de termijnen: 
- 1 september 2001 – 31 augustus 2002
- 1 september 2002 – 31 augustus 2005
- 1 september 2005 – 31 augustus 2010[6]
- 1 september 2010 – 31 augustus 2013

In 2013 startte MOS een vernieuwingsoperatie op aan de hand van aanbevelingen uit een TWOL-studie en de resultaten van een communicatie-onderzoek. Hierbij stapte MOS af van het gebruik van logo’s. Om meer structurele impact en gedragsverandering te realiseren, koos MOS voor coaching op maat van het schoolteam. 
Waar in de beginjaren de focus nog op directe milieuzorg en -winst op school lag, is de strategie van MOS doorheen de tijd mee geëvolueerd met ontwikkelingen in het milieubeleid, het onderwijslandschap en de brede maatschappij. De focus kwam meer te liggen op educatie voor duurzame ontwikkeling (EDO) en de omgang met (lokale en globale) duurzaamheidsvraagstukken. 
Vanaf 2020 vormen ook de SDG's en het Global Action Programme for Sustainable Development (GAP) kaders voor de nieuwe klemtonen van het MOS-programma:
- focus op lokale thema’s die voor de leerlingen en het schoolteam van de MOS-scholen herkenbaar zijn
- focus op het professionaliseren van leerkrachten en directies
- focus op het verspreiden van praktijkvoorbeelden en uitwisseling tussen scholen
- coaching en begeleiding op maat en op vraag van de scholen
- inspelen op nieuwe kennis, actualiteit en beleidsprioriteiten

## Naam
Bij de start in 2001 was het drieletterwoord MOS de afkorting van Milieuzorg Op School. Toen in 2013 niet enkel milieuzorg, maar ook andere duurzaamheidsthema’s werden opgepikt, veranderde de naam in MOS – duurzame scholen, straffe scholen. MOS is sindsdien geen acroniem meer, maar een naam.

## Uitgangspunten
De begeleiding van MOS steunt op 4 uitgangspunten:
- Leerlingenparticipatie: bij elk initiatief worden leerlingen actief betrokken.
- Teamwork: MOS betrekt het hele schoolteam en de ouders bij initiatieven.
- Netwerk: MOS-scholen werken samen met de schoolbuurt, lokale besturen, (jeugd)verenigingen, ngo's, ...
- Beleving: de nadruk ligt op beleven, meedenken, participeren, bijleren, …

## Thema’s
MOS focust inhoudelijk op een breed scala aan duurzaamheidsthema’s. Milieuzorg is er daar nog steeds één van. Andere thema’s zijn:
- ontharding en vergroening van speelplaatsen
- buiten leren
- klimaatverandering
- duurzame voeding
- biodiversiteit
- duurzame energie
- duurzaam materialengebruik
- duurzame mobiliteit
- water

## Werking
MOS streeft ernaar leerkrachten en directies te professionaliseren via vormingen, netwerkdagen, begeleiding op maat, pedagogische studiedagen, advies, methodieken en tools. Voorbeelden van MOS-tools zijn:
- SDGs@school, een online tool waarmee scholen de impact van duurzaamheidsinitiatieven kunnen evalueren

MOS organiseert jaarlijkse actiedagen waar scholen met hun leerlingen aan kunnen deelnemen:
- #Iktrekhetmijaan, tot en met 2022 bekend onder de naam Dikketruiendag, een klimaatactiedag (in 2005 opgestart door MOS, later georganiseerd door Departement Omgeving en mee uitgedragen door MOS)[10]
- #Buitenlesdag, een actiedag waarop leerkrachten buiten lesgeven (sinds 2017)[11]
- #MissieMinder, een actiedag in verband met bewust verbruiken (sinds 2020)[12]

#MissieMinder won in 2020 de eerste prijs bij de EWWR Awards van de European Week for Waste Reduction in de categorie 'Educational Establishment'.